# Ignacio Varela
Ignacio Varela (Buenos Aires, Argentina; 20 de julio de 1990) es un futbolista argentino, surgido de las divisiones inferiores del Club Ferro Carril Oeste. Juega de delantero y actualmente milita en el ASD Gelbison de la Serie D de Italia.

## Clubes
| Club               | País      | Año         |
| ------------------ | --------- | ----------- |
| Ferro Carril Oeste | Argentina | 2011 - 2012 |
| Colegiales         | Argentina | 2012 - 2013 |
| Sarmiento          | Argentina | 2013        |
| J.J de Urquiza     | Argentina | 2014        |
| Sacachispas        | Argentina | 2014        |
| Deportivo Morón    | Argentina | 2015        |
| Club Llaneros      | Colombia  | 2015        |
| Derthona F.B.C     | Italia    | 2015 - 2016 |
| NK Istra 1961      | Croacia   | 2015        |
| Floriana           | Malta     | 2016 - 2019 |
| Gelbison           | Italia    | 2020-       |